# Ermionida
Ermionida (gr. Δήμος Ερμιονίδας, Dimos Ermionidas) – gmina w Grecji, w administracji zdecentralizowanej Peloponez, Grecja Zachodnia i Wyspy Jońskie, w regionie Peloponez, w jednostce regionalnej Argolida. Siedzibą gminy jest Kranidi. W 2011 roku liczyła 13 551 mieszkańców. Powstała 1 stycznia 2011 roku w wyniku połączenia dotychczasowych gmin Ermioni i Kranidi.